# Артеушка
Артеушка — посёлок железнодорожной станции в Могочинском районе Забайкальского края России. Входит в состав городского поселения «Могочинское».

## География
Посёлок находится в западной части района, на левом берегу реки Артеушка (приток реки Чёрный Урюм), на расстоянии примерно 29 километров (по прямой) к западу-северо-западу (WNW) от города Могоча. Абсолютная высота — 754 метра над уровнем моря.
Климат
Климат характеризуется как резко континентальный, с морозной продолжительной зимой и коротким относительно тёплым летом. Средняя температура самого тёплого месяца (июля) составляет 14 — 18 °С (абсолютный максимум — 37 °С). Средняя температура самого холодного месяца (января) — −28 — −32 °С (абсолютный минимум — −53 °С). Годовое количество осадков — 400—600 мм.

## История
Основана в 1908 году.

## Население
| 2010 | 2021 |
| ---- | ---- |
| 94   | ↘75  |

Половой состав
По данным Всероссийской переписи населения 2010 года в гендерной структуре населения мужчины составляли 52,1 %, женщины — соответственно 47,9 %.
Национальный состав
Согласно результатам переписи 2002 года, в национальной структуре населения русские составляли 96 % из 128 чел.

## Улицы
Уличная сеть посёлка состоит из одной улицы (ул. Энергетиков).